# 22802 Sigiriya
22802 Sigiriya è un asteroide della fascia principale. Scoperto nel 1999, presenta un'orbita caratterizzata da un semiasse maggiore pari a 2,2777046 UA e da un'eccentricità di 0,1950266, inclinata di 6,54675° rispetto all'eclittica.